# Lilac Years
Lilac years är ett musikalbum av Blond. Utöver inspelningen så gjordes pålägg även på Europafilm. Caroline är inspelad i London efter övrigt material, då det saknades en låt. Omslagsbilden är tagen på Liseberg i Göteborg.

## Låtlista
1. "Six white horses" (Lagerberg-Henriksson-Moar)
2. "Deep inside my heart" (Lagerberg-Henriksson-Green)
3. "Sailing across the ocean" (Lagerberg-Henriksson_Moar)
4. "Time is mine" (Lagerberg-Henriksson-Moar)
5. "The girl I once had" (Larsson-Green-Moar)
6. "The Lilac years" (Trad.arr Cameron-Henriksson-Green)
7. "I wake up and call" (Lagerberg-Henriksson-Moar)
8. "Sun in her hand" (Lagerberg-Henriksson-Green)
9. "I pick up the bus" (Lagerberg-Henriksson-Moar)
10. "There's a man standing in the corner" (Lagerberg-Henriksson-Green)
11. "[I will bring you] Flowers in the morning" (John Cameron)
12. "Caroline" (Lagerberg-Svensson-Henriksson-Moar)